# Antonio Pettigrew
Antonio Pettigrew (Macon, 1967. november 3. – Chatham megye, 2010. augusztus 10.) amerikai világbajnok atléta, futó.
Az 1991-es atlétikai világbajnokságon vált ismertté a neve, ahol 400 méteren arany-, a 4 × 400 méteres váltóval ezüstérmet nyert.
2008-ban edzőjének, Trevor Grahamnek bűnvádi eljárásával kapcsolatos dokumentumokban szerepelt Pettigrew neve mint doppingoló versenyző. Pettigrew 2008 májusában elismerte, hogy 1997 és 2001 között élt tiltott szerekkel. Az IAAF több mint 8 évvel a versenyek után megváltoztatta azok végeredményét. Így Pettigrewnak vissza kellett adni érmeit (4 × 100 m: 1997 vb, 1999 vb, 2001 vb, 2000 olimpiai arany), és emellett 2 éves eltiltást is kapott.
Ezután a North Carolina Egyetemen segédedzőként dolgozott haláláig. 2010. augusztus 10-én az Észak-Karolina-i Chathamben egy parkoló gépkocsiban találtak rá a holttestére.